# 8733 Ohsugi
8733 Ohsugi este un asteroid din centura principală, descoperit pe 20 decembrie 1996, de Takao Kobayashi.